# Eritreea
Eritreea (oficial Statul Eritreea) este un stat în partea de nord-est a Africii, mărginit de Sudan (605 km) la nord și nord-vest, Etiopia (912 km) la sud și vest, Djibouti (113 km) la sud-est și Marea Roșie (1151 km) la est. Arhipelagul Dahlak și insulele Hanish din Marea Roșie fac parte din teritoriul Eritreei. Fostă colonie italiană și britanică, Eritreea a fost anexată de Etiopia în 1952, fapt ce a avut ca urmare un lung război de eliberare, care a culminat cu obținerea independenței Eritreei în 1993. Capitala Eritreei, și cel mai mare oraș, este Asmara.

## Istorie
În antichitate, Eritreea făcea parte din regatul Axumit; după slăbirea acestuia, în sec. VII, litoralul Eritreei este cucerit de arabi. În evul mediu, devine provincie a statului etiopian. Din sec. al XVI-lea, este sub influența Imperiului Otoman. În 1868, Massazva este ocupată de egipteni. În sec. al XIX-lea, Italia începe să se infiltreze, dar nu are autoritate decât asupra litoralului. În 1889, Italia proclamă coasta Eritreei drept colonia sa, cu denumirea de Eritreea, de la denumirea latină a Mării Roșii, Mare Erythraeum. După războiul dintre Italia și Etiopia, și în urma păcii de la Addis Abeba (1896), Etiopia este recunoscută ca stat independent, granița pe linia Mareb-Belasa-Mura marcând o entitate geografică și politică separată. În 1936, Eritreea este unită cu Somalia italiană și Etiopia în „Africa de Est italiană”, cu capitala la Asmara, după ce Mussolini cucerise Abisinia (fosta denumire a Etiopiei). În 1941, forțele engleze din Sudan eliberează Etiopia și ocupă Eritreea. Până în 1952, aceasta rămâne sub administrație britanică. În 1952, prin rezoluția ONU, Eritreea devine regiune autonomă iar, în 1962, provincie a statului etiopian. Se naște o mișcare de gherilă pentru obținerea autonomiei și apoi, pentru separarea de Etiopia. Rezistența armată continuă 30 de ani și se încheie cu 500.000 de refugiați și 100.000 de morți, la mijloc fiind interesele marilor puteri. Din 1977, Etiopia are un regim politic marxist, sprijinit de URSS și Cuba, care este împotriva mișcărilor naționale secesioniste. În 1991, se instituie un guvern provizoriu pentru a organiza un referendum asupra independenței, sub supravegherea ONU. Eritreea este declarată stat independent în mai 1993.
Eritreea este membră a Uniunii Africane, ONU, și observatoare a Ligii Arabe.

## Politică

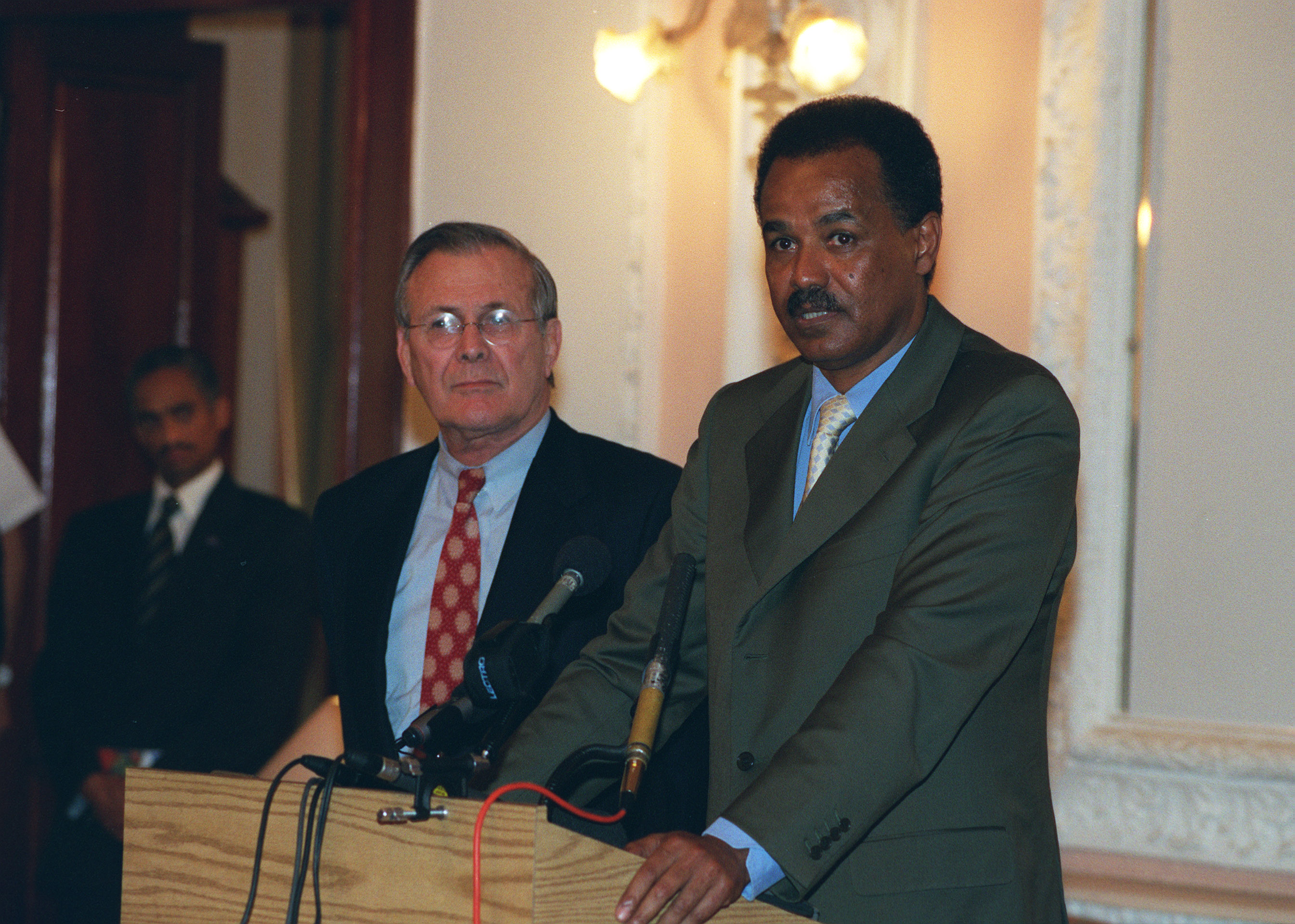
Președintele Isaias Afwerki cu secretarul apărări din America; Donald Rumsfeld

Frontul Popular pentru Democrație și Justiție (FPDJ) este singurul partid legal din Eritreea. Alte grupuri politice nu au voie să se organizeze, deși Constituția neimplementată din 1997 prevede existența unei politici multipartide. Adunarea Națională are 150 de locuri. Alegerile naționale au fost programate și anulate periodic; din 2022, niciunul nu a fost ținut vreodată în țară. Președintele Isaias Afwerki este în funcție de la obținerea independenței în 1993.

## Geografie
Eritreea este așezată în NE Africii, cu ieșire la Marea Roșie. Limite: Sudanul (V și NV), Marea Roșie (E), Etiopia (S). Geografie fizică: are un teritoriu înalt: Masivul Etiopian (peste 3.000 m) de natură bazaltică, un adevărat castel al apelor în Africa, și munții Danakil (SE); în V lor, depresiunea Danakil (160 m sub nivelul mării), care se întinde mai mult pe teritoriul Etiopiei. În E, o câmpie îngustă de coastă; multe golfuri (golful Zula) și arhipelagul Dahlak (126 insule). În fața Masivului Etiopian, o depresiune largă, pe unde curge Baraka, ce trece prin Sudan și se varsă în Marea Roșie. Multe râuri, foarte scurte, temporare: râul Atbara, se varsă în Nil, la granița cu Etiopia. Clima este tropicală, cu precipitații bogate în zonele înalte (cca. 1.000 mm/an) și foarte sărace în depresiunea Danakil (sub 200 mm/an). Floră și faună: Vegetație tropicală; savană pe înălțimi; ierburi xerofite în zonele aride și păduri-galerii de-a lungul apelor, găzduite de parcuri și rezervații.

## Economie
Resurse și economie: bazate în special pe agricultură și creșterea animalelor: zebu, ovine, caprine, cămile. Se cultivă: orz, grâu, porumb, bumbac, tutun, in; citrice, bananieri, palmieri. Se exportă: cafea. Resurse minerale: cupru, nichel, crom, azbest, fier. Se extrage sarea marină. Pescuitul: pești, bureți, perle. Industria prelucrătoare a peștelui și a petrolului. Transporturile și comunicațiile sunt sărace. O cale ferată leagă capitala Asmara de portul Massawa. Prin portul Aseb, se realizează tranzitul din Etiopia la mare. După independența statului Eritreea, Etiopia nu mai are ieșire la mare. Există un aeroport la Asmara. În ciuda faptului că beneficiază de deschidere la ocean, economia țării a evoluat mai rău decât cea a Etiopiei, țară totuși enclavată din cauza separării Eritreei: în perioada 2002-2012, creșterea economică a fost în Eritreea de 1,3 %, în timp ce creșterea economică a Etiopiei a fost de 8.9%.

## Demografie
Populația este diversificată: șemitică (tigrai), kușită (bedja, dankali), nilotică (kunama, barea). Concentrarea maximă a populatiei pe platourile înalte (unde se cresc animale); în depresiune și pe litoral clima este uscată, iar populația rară. Agricultura absoarbe cea mai mare parte a forței de muncă.

## Literatură
- Wolfgang Fengler: Politische Reformhemmnisse und ökonomische Blockierung in Afrika – Die Zentralafrikanische Republik und Eritrea im Vergleich. Baden-Baden, Nomos Verlagsgesellschaft 2001, ISBN 3-7890-7064-5.
- Aklilu Ghirmai: Eritrea zwischen Einparteienstaat und Demokratie. Die Bedeutung der Opposition im Demokratisierungsprozess. Tectum, Marburg 2005, ISBN 978-3-8288-8922-4.
- Ruth Iyob: The Eritrean Struggle for Independence – Domination, Resistance, Nationalism 1941–1993, Cambridge University Press, Cambridge 1995.
- S. Klingebiel, H. Ogbamichael: Eritrea. In: Michael Neu, Wolfgang Gieler, Jürgen Bellers (Hrsg.): Handbuch der Außenwirtschaftspolitiken: Staaten und Organisationen. LIT-Verlag, Münster 2004, S. 66–67
- Dieter H. Kollmer, Andreas Mückusch (Ed.): Wegweiser zur Geschichte: Horn von Afrika. Editura Ferdinand Schöningh, Paderborn u. a. 2007, ISBN 978-3-506-76397-6.
- Tanja R. Müller: Bare life and the developmental State: the Militarization of Higher Education in Eritrea. In: Journal of Modern African Studies, Vol. 46 (2008), Nr. 1, S. 1–21.
- David O’Kane, Tricia Redeker Hepner (Hrsg.): Biopolitics, militarism, and development: Eritrea in the twenty-first century. Berghahn Books, Oxford/New York 2009, ISBN 978-1-84545-567-5.
- Michela Wrong: I Didn’t Do It for You. How the World Betrayed a Small African Nation. HarperCollins, New York 2005, ISBN 978-0-06-078092-0.
- Martin Zimmermann: Eritrea – Aufbruch in die Freiheit. Verlag Neuer Weg, 2. Auflage, Essen 1991, ISBN 3-88021-198-1.

## Weblinks
- Atlasul Wikimedia pentru Eritrea

- Ministerul Informațiilor Publice din Eritrea Arhivat în 22 iunie 2018, la Wayback Machine. (en)
- Eritrea - privire de ansamblu

- Eritrea country profile – Overview und In pictures: Eritrea’s diversity auf der Website von BBC News (englisch).
- EritreaEritrea.com (Format:ItS)
- Country Studies: The Eritrean Movement (englisch)

- Țări noi pe harta lumii (I), 15 iunie 2012, Horia C. Matei, Ziarul de Duminică